# Vaas van Soissons

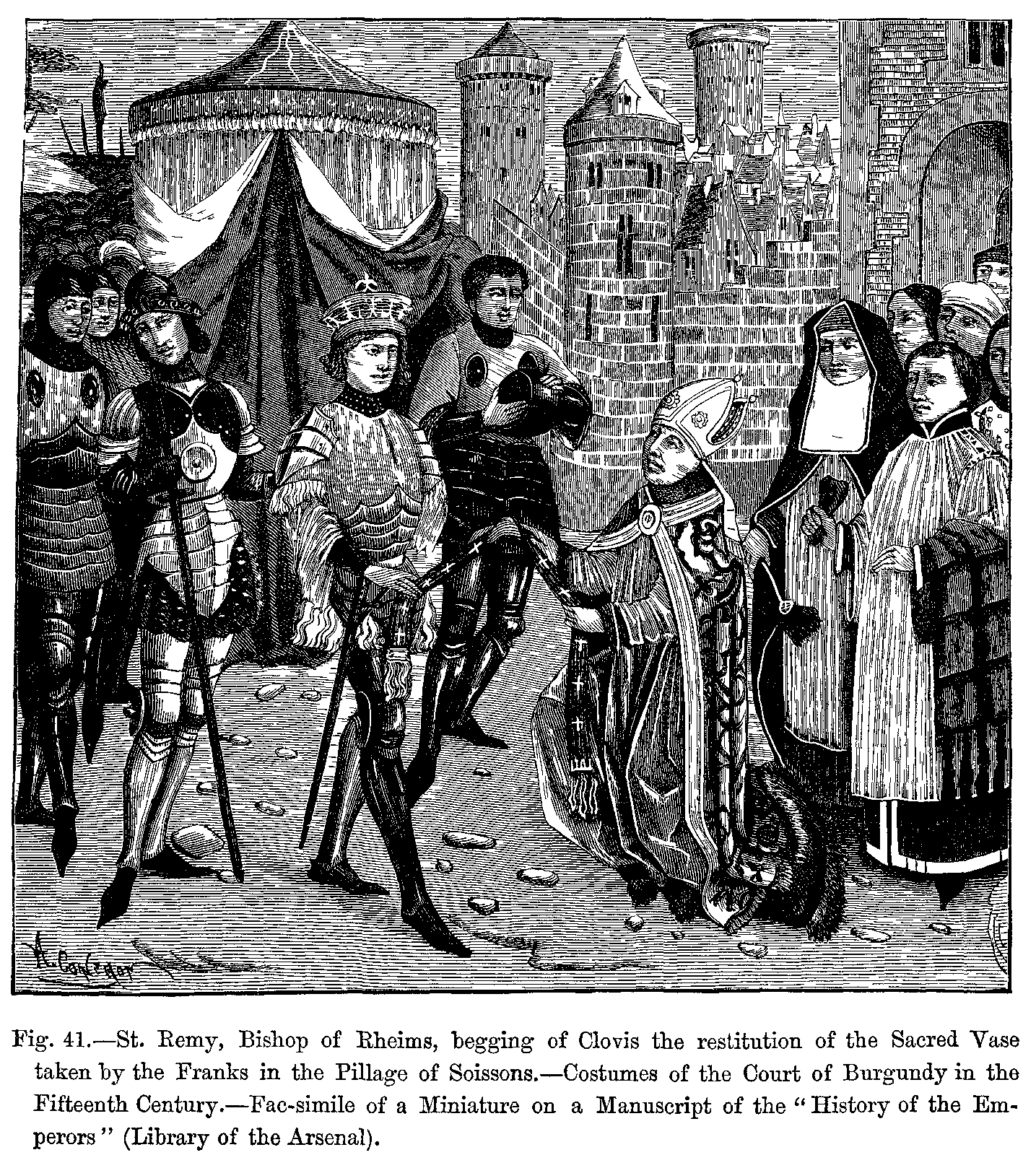
Deze 15e-eeuwse afbeelding toont de heilige Remigius, bisschop van Reims, die Clovis I smeekt om teruggave van de Vaas van Soissons. Twee belangrijke details kloppen niet met Gregorius' verslag: Remigius komt persoonlijk om de vaas vragen in plaats van een afvaardiging, en de Franken dragen allemaal laat-middeleeuwse slagzwaarden in plaats van vroeg-middeleeuwse strijdbijlen (een anachronisme).

De Vaas van Soissons was waarschijnlijk een kostbaarheid, behorend tot het liturgische vaatwerk van de bisschopskerk in Reims, die werd buitgemaakt door plunderende Frankische krijgers nadat de Frankische koning  Clovis I in 486 de Romeinen had verslagen bij Soissons.
De belangrijkste bron over deze vaas komt van Gregorius van Tours, een Gallo-Romeinse bisschop, die erover schreef in zijn geschiedenis van de Frankische Merovingen, Decem Libri Historiae (Boek II, 27). Dit was echter een eeuw na de feiten, dus het is onzeker of de vaas ook echt heeft bestaan en of de gebeurtenissen die door Gregorius zijn opgetekend ook echt hebben plaatsgevonden.
Na de vernietigende slag bij Soissons waarbij Clovis I de Romeinse generaal Syagrius overwon, trok Clovis op naar Châlons-sur-Marne en Troyes, om daar de resterende Romeinse legers te verjagen. Omdat Clovis nog heiden was, plunderden zijn troepen de kerken en maakten ze onder meer de fameuze vaas buit. De bisschop (anoniem bij Gregorius maar in latere versies geïdentificeerd als Remigius van Reims) zond een afgevaardiging om beklag te doen bij de Frankische koning en hem te vragen toch minstens de vaas terug te geven. Clovis stemde toe en nodigde de boodschapper uit om mee te gaan naar Soissons, waar de verdeling van de buit zou plaatsvinden. Daar aangekomen werd de buit op een hoop gelegd en vroeg Clovis de vaas te mogen nemen bovenop zijn deel. Ofschoon de Frankische krijgslieden hun koning eerden, waren ze toch vrije mannen, die niemand rekenschap hoefden te geven, zelfs niet aan hun koning. Maar ze stemden toch toe dat Clovis de vaas kreeg.
Koning Clovis nam de grote vaas in zijn beide handen, maar een krijgsman die jaloers was op het gezag van zijn vorst, sprong naar voren en sloeg de vaas in Clovis' handen stuk met zijn dubbelbijl, hem toevoegend: "Van dit alles zal je alleen krijgen wat het lot je toewijst". Tot grote verbazing van de omstaanders deed hun koning niets tegen zijn opstandige krijger. Hij zei niets, maar zon op wraak. De beschadigde vaas nam hij in ontvangst en gaf hij aan de afgevaardigde van de bisschop.
Het jaar daarop, tijdens een wapeninspectie, schouwde koning Clovis zijn leger en trof dezelfde krijgsman, met slecht verzorgde wapens. Boos rukte Clovis hem de bijl uit de hand en wierp ze hem voor de voeten. De krijger bukte zich om de bijl weer op te rapen. Op dat ogenblik haalde Clovis zijn eigen bijl tevoorschijn en sloeg hem daarmee het hoofd in. De koning zou daarbij hebben gezegd: "Zo deed je ook met de vaas van Soissons!"